# Opatovice nad Labem-Pohřebačka (nádraží)
Opatovice nad Labem-Pohřebačka je železniční stanice, která se nachází mezi vesnicí Pohřebačka a královéhradeckou místní částí Březhrad. Kolejiště se zčásti nachází na katastrálním území Březhrad a zčásti Pohřebačka. Stanice leží v km 16,750 železniční trati Pardubice–Jaroměř mezi stanicemi Stéblová a Hradec Králové hlavní nádraží. Vychází z ní spojka (ve stanici je km 0,000) do odbočky Plačice.

## Historie
Stanice byla dána do provozu 11. dubna 1857 jako součást právě otevřeného úseku Jihoseveroněmecké dráhy mezi Pardubicemi a Jaroměří. K významné přestavbě stanice došlo na přelomu 50. a 60. let 20. století, kdy byla poblíž vybudována a v roce 1960 dána do provozu elektrárna Opatovice nad Labem. Do stanice tak byla napojena nejen několikakilometrová vlečka elektrárny, ale též tzv. Plačická spojka (zprovozněna 21. června 1960.), která umožnila bezúvraťovou jízdu uhelných vlaků od Praskačky do elektrárny. Stanice nesla původně název Pohřebačka-Opatovice nad Labem, ten byl však v roce 1951 změněn na Opatovice nad Labem, v roce 2014 pak byla stanice přejmenována na Opatovice nad Labem-Pohřebačka. Název Opatovice nad Labem převzala nově postavená zastávka. Během zdvoukolejnění trati Stéblová – Opatovice nad Labem, které probíhalo v letech 2014-2015, bylo napojení elektrárny posunuto dál směrem k Stéblové do nově zřízené odbočky ELNA Opatovice, která byla do roku 2024 dálkově ovládána z Opatovic nad Labem-Pohřebačky, poté došlo k přepnutí ovládání na CDP Praha. V roce 2025 má začít stavba zdvoukolejnění trati z této stanice do Hradce Králové hl. n. a v té souvislosti bude přestavěna i samotná stanice.

## Popis stanice
Stanice je vybavena reléovým zabezpečovacím zařízením (RZZ) s tlačítkovou volbou. Pomocí rozhraní JOP ovládal dříve místní výpravčí rovněž elektronická stavědla odbočky ELNA Opatovice a stanice Stéblová. U staniční budovy se nachází manipulační kolej č. 4 (bez trakčního vedení) o užitečné délce 778 m, ze které je možný odjezd vlaků směr Hradec Králové nebo Plačice. Dále následuje pět dopravních kolejí (v pořadí 2, 1, 3, 5 a 7) o užitečných délkách od 683 do 837 metrů. Ve stanici je 19 výhybek (+ 1 na vlečce) s elektromotorickým přestavníkem zapojených do RZZ. Jsou zde tři jednostranná úrovňová nástupiště o délce 254 metrů, nacházejí se u kolejí č. 2 (výška hrany 300 mm nad temenem kolejnice), 1 (200 mm) a 3 (200 mm).
Do hradeckého zhlaví stanice je zaústěna vlečka WLC Park Březhrad (někdejší vlečka Quelle), dříve zde byly napojeny ještě vlečky panelárny a masokombinátu Březhrad. Do stéblovského byla před zdvoukolejnění zaústěna vlečka elektrárny, jednalo se však o traťovou kolej, neboť mezi stanicí a elektrárnou jezdily vlaky.
Stanice je vybavena světelnými návěstidly, odjezdová návěstidla jsou u všech dopravních kolejí, navíc je odjezdové návěstidlo na manipulační koleji č. 4 u hradeckého zhlaví. Na severní straně stanice jsou vjezdová návěstidla S od Hradce Králové hl. n. (v km 17,914) a PS od odbočky Plačice (v km 1,169 spojky, tj. 17,919 hlavní tratě). Na opačné straně stanice byla před zdvoukolejněním vjezdová návěstidla L od Stéblové (v km 15,905) a EL od elektrárny (v km 0,584 vlečky, tj. 15,901 hlavní tratě). Po zdvoukolejnění jsou vjezdová návěstidla 1L a 2L umístěna v km 15,817.
Jízdy vlaků jsou ve směru z/do Hradce Králové hl. n. i odbočky Plačice zabezpečeny automatickým hradlem bez oddílových návěstidel, na dvoukolejné trati do odbočky ELNA Opatovice je instalováno integrované traťové zabezpečovací zařízení 3. kategorie (AM – ESA 04), které je dle předpisů Správy železnic považováno za automatický blok bez oddílových návěstidel. Před zdvoukolejněním byla jízda vlaků mezi Opatovicemi nad Labem, jak se tehdy stanice jmenovala, a Stéblovou zabezpečena jen telefonickým dorozumíváním s tím, že traťový úsek byl rozdělen na dva prostorové oddíly hláskou Čeperka. Na vlečce mezi elektrárnou a stanicí pak fungovalo automatické hradlo bez návěstního bodu.